# Bécasseau à croupion blanc
Calidris fuscicollis
Espèce
Statut de conservation UICN

 VU A2b+4b : Vulnérable
Le Bécasseau à croupion blanc (Calidris fuscicollis), auparavant connu surtout sous le nom de Bécasseau de Bonaparte, est une espèce de petits oiseaux limicoles de la famille des Scolopacidae. Son ancien nom commémore le naturaliste Charles Bonaparte tandis que l'actuel normalisé est moins précis dans la mesure où le Bécasseau cocorli présente lui aussi un croupion blanc.

## Voix
Fin "tzriit" strident. 

## Source
- Taylor D. (2006) Guide des limicoles d'Europe, d'Asie et d'Amérique du Nord. Delachaux & Niestlé, Paris, 224 p.

## Galerie

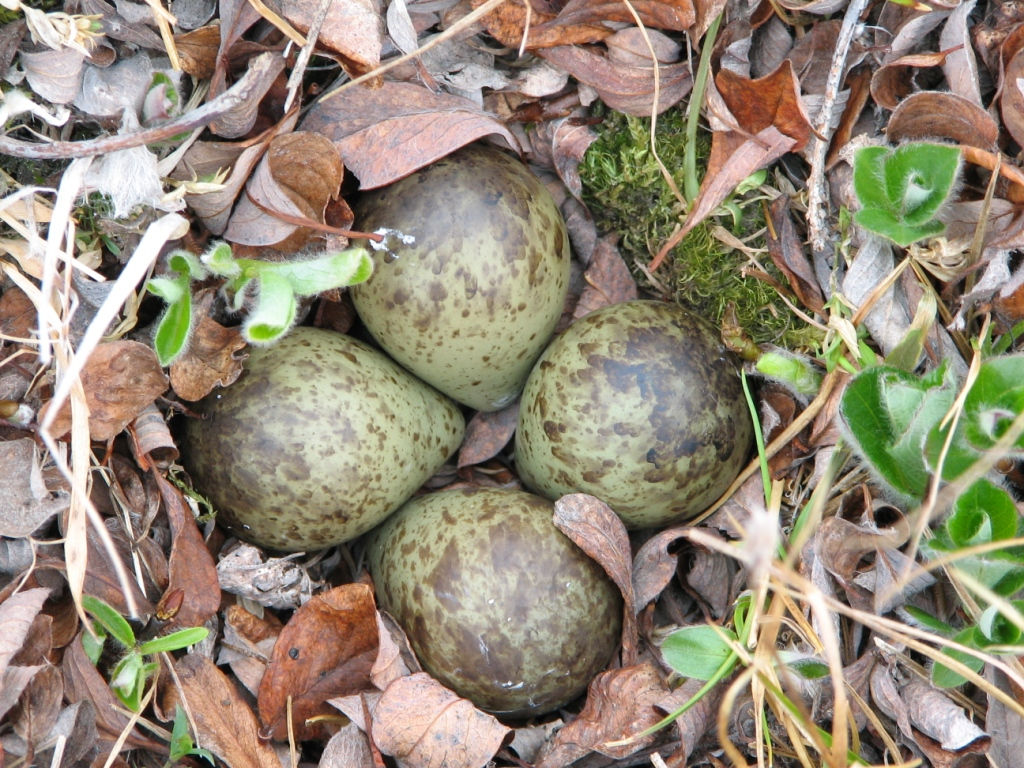
Œufs de Bécasseau à croupion blanc